# Jogo de combinação de peças
Um Jogo de combinação de peças de peças é um tipo de videogame de quebra-cabeça em que o jogador manipula as peças para fazê-las desaparecer de acordo com um critério de correspondência. Em muitos jogos de combinação de peças, esse critério é colocar um determinado número de peças do mesmo tipo de forma que elas se unam. Esse número geralmente é três, e esses jogos são chamados de jogos de combinar 3.
O principal desafio dos jogos de combinação de peças é a identificação de padrões em um tabuleiro aparentemente caótico. Suas origens estão em jogos de quebra-cabeça da década de 1980, como Tetris, Chain Shot! (SameGame) e Puzznic. Os jogos de combinação de peças tornaram-se populares nos anos 2000, na forma de jogos casuais distribuídos ou jogados pela Internet, notadamente a série de jogos Bejeweled. Eles permaneceram populares desde então, com o jogo Candy Crush Saga se tornando o jogo mais jogado no Facebook em 2013.
Os jogos de combinação de peças abrangem uma ampla gama de elementos de design, mecânicas e experiências de jogo. Eles incluem jogos puramente baseados em turnos, mas também podem apresentar elementos de ação no estilo arcade, como pressão de tempo, tiro ou coordenação mão-olho. A mecânica de combinação de peças também é um recurso menor em alguns jogos maiores. O pesquisador de videogames Jesper Juul, portanto, considera a combinação de peças uma mecânica de jogo, e não um gênero distinto de jogos.

## História
O mecanismo de combinar peças do jogo para fazê-las desaparecer é uma característica de muitos jogos não digitais, incluindo Mahjong solitaire e jogos de cartas Solitaire. O pesquisador de videogames Jesper Juul traça a história dos videogames de combinação de peças de volta aos primeiros quebra-cabeças Tetris e Chain Shot! (mais tarde conhecido como SameGame), publicado em 1984 e 1985, respectivamente. Embora ambos sejam jogos de quebra-cabeça, eles diferem em pontos importantes de design, como pressão de tempo, manipulação de peças e critérios de resolução. Embora possa ter havido videogames anteriores com mecânica de correspondência de peças, Juul afirmou que o sucesso comercial de Tetris e Chain Shot! estabeleceu a popularidade dos jogos de quebra-cabeça, levando a uma segunda geração de jogos influentes – Puzznic, Columns, Dr. Mario e Plotting – que foram publicados em 1989 e 1990. Outro jogo de combinação de pares no estilo Mahjong foi Shanghai (1986). A popularidade do gênero de quebra-cabeça foi ainda mais impulsionada quando a Nintendo empacotou a versão Game Boy de Tetris com o sistema portátil Game Boy em seus lançamentos norte-americanos e europeus em 1989. O jogo ajudou a vender o sistema portátil, tornando-o um aplicativo matador, e vendeu mais de 35 milhões de cópias ao longo da vida do Game Boy. Por atrair jogadores que normalmente não jogavam videogame, o Tetris é considerado um dos primeiros jogos casuais.
A popularidade dos jogos de quebra-cabeça do final da década de 1980 continuou a trazer novos títulos ao mercado, geralmente baseados em ideias introduzidas nesses primeiros jogos. Jogos baseados na mecânica do Dr. Mario incluem Puyo Puyo (1991), Baku Baku Animal (1995) e Puzzle Fighter (1996). Com base na mecânica de tiro introduzida em Plotting, Dr. Mario também influenciou Puzzle Bobble (1994), que por sua vez inspirou Puzz Loop (1998), Hexic and Zuma (2003) e Luxor (2005). Columns foi a base de uma linha de desenvolvimento de jogos de combinação de peças baseado em deslocamento ou troca de peças. Inclui Yoshi's Cookie (1992) e Panel de Pon (1995), que introduziu a mecânica de troca. Magic Jewelry seguiu em 1990. Puzzled incluiu jogos multiplayer e foi lançado para o console Neo Geo no mesmo ano. 1994 viu BreakThru! e Gururin publicado com FlipOut! e Vid Grid lançado no ano seguinte. Popoitto de Hebereke foi lançado em 1995 contendo um jogo competitivo para dois jogadores. Sega Swirl para dispositivos portáteis foi lançado em 1999. A Microsoft incluiu o Jawbreaker Windows Mobile 2003.
Vários modos multijogador, tanto locais quanto em rede, apresentados nos primeiros jogos de combinação de peças, como Columns e Dr. Mario e, posteriormente, com TetriNET (1997) e Tetris Worlds (2001). O multiplayer introduziu elementos de raça e competição, pois os jogadores foram capazes de atacar os oponentes de várias maneiras, resultando em partidas mais difíceis para o oponente.
O primeiro do que ficou conhecido como jogos de "match-three", onde o objetivo é criar grupos de três ou mais itens idênticos em uma grade, foi Shariki (1994). Isso levou diretamente ao sucesso Bejeweled (2001), que se tornou uma série e inspirou jogos semelhantes, incluindo Zoo Keeper (2003), Big Kahuna Reef (2004), Jewel Quest (2004) e Chuzzle (2005). Tidalis (2010) desenvolveu ainda mais a ideia com 20 modos de jogo e o objetivo de criar a maior cadeia possível de cores correspondentes.

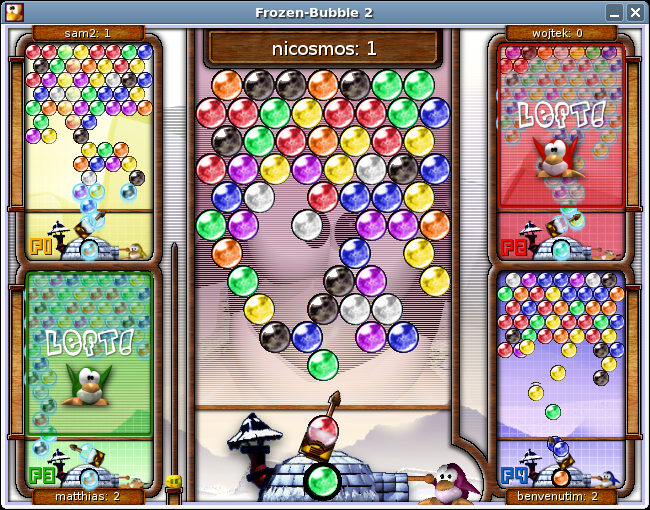
Frozen Bubble

Em 2010, surgiram novas tendências em jogos de combinação de peças. O primeiro foi impulsionado pela popularidade dos jogos para celular. Antes de 2012, a maioria dos jogos de combinação de peças não tinha objetivo final, em vez disso, desafiava o jogador a continuar o maior tempo possível até que o tabuleiro chegasse a um estado em que não fosse possível girar ou, no caso de Tetris, onde as peças fossem preenchidas após um determinado ponto no tabuleiro. King, que fez jogos semelhantes de combinação de peças para jogos baseados em navegador, explorou uma abordagem diferente com seu primeiro aplicativo móvel, Bubble Witch Saga, que tinha jogabilidade orientada a quebra-cabeças como Puzzle Bobble, mas aplicava restrições finitas no número de movimentos que o jogador poderia tomar e definir metas de destino, como pontuação ou limpar o tabuleiro. Isso permitiu que eles criassem vários níveis que pudessem ser concluídos em pouco tempo, tornando o jogo ideal para jogadores móveis, e aplicassem um modelo de microtransação para fornecer aos jogadores impulsos e power-ups temporários para níveis mais difíceis. Essa abordagem provou ser um grande sucesso e King a reutilizou para o jogo de combinação de peças Candy Crush Saga em 2012, inspirado em Bejeweled. Candy Crush Saga tornou-se um dos jogos para celular de maior sucesso financeiro e estabeleceu um novo tipo de jogo de combinação de peças baseado na criação de jogos divididos em níveis e no estabelecimento de metas a serem alcançadas dentro de um número limitado de movimentos. Essa abordagem de "saga" também se estendeu a outros gêneros de jogos para celular.
A segunda inovação nos jogos de combinação de peças foi a incorporação de sua mecânica em outros gêneros. Um dos primeiros jogos foi Puzzle Quest: Challenge of the Warlords lançado em 2008. Embora baseado em um jogo de combinação de peças do tipo Bejeweled, o Puzzle Quest adicionou elementos de um jogo de RPG de computador em cima disso. O jogador se revezava contra um oponente do computador, fazendo partidas em um tabuleiro de jogo comum, com os tipos de peças correspondentes representando elementos de RPG como ataques, defesa e magia que o jogador usava para combater seu inimigo atual, o jogo maior componente fazia o jogador melhorar seu personagem e obter equipamentos que melhoravam o valor das peças que combinavam ou criavam efeitos especiais no tabuleiro de peças, como remover todas as peças de um tipo específico. Puzzle Quest foi muito popular e levou a vários jogos que usam a combinação de peças como parte de um sistema de batalha.
Embora não tenha sido diretamente influenciado por Puzzle Quest, Puzzle &amp; Dragons em 2012 foi outro título móvel de sucesso que usou a parte de correspondência de peças do jogo para ações relacionadas ao combate. Ambos Push Panic e Heroes of Kalevala chegaram em 2010. Em 2011 New Puzzle Bobble foi lançado para iOS enquanto Bubble Safari, Ruby Blast, Gems with Friends e Puzzle &amp; Dragons foram lançados pela primeira vez em 2012. Juice Cubes, Tower of Saviors, Alien Hive, Marvel Puzzle Quest, Jelly Splash e Doctor Who: Legacy foram lançados para dispositivos móveis a partir de 2013. Em 2015 Dragon Ball Z: Dokkan Battle, Ironcast, HuniePop, Hex Frvr e Sailor Moon Drops foram todos lançados. Em 2016, milhões de jogadores estavam acessando títulos como Gardenscapes: New Acres. O gênero continua a atrair os jogadores, com vários títulos, incluindo Boost Beast (2017), Dr. Mario World e Crystal Crisis (2019) entre os mais recentes.
Muitos jogos casuais de combinação de peças continuam a ser publicados. Seu desenvolvimento é caracterizado pela evolução gradual, onde novos jogos fazem apenas pequenas alterações, se houver, em uma fórmula conhecida de jogos anteriores. No mercado altamente competitivo de jogos casuais para download, as novas entradas devem ser familiares o suficiente para atrair os jogadores de jogos anteriores, mas inovadoras o suficiente para diferenciar o novo jogo dos anteriores. Isso leva os desenvolvedores, de acordo com Juul, a "tentar simultaneamente inovar e clonar uns aos outros".

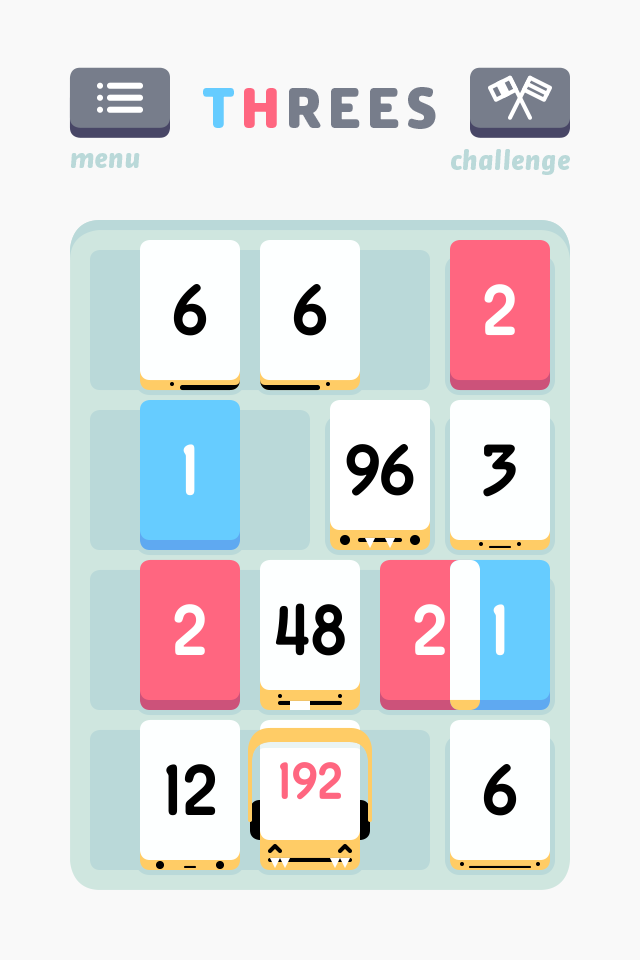
Jogo de quebra-cabeça no estilo de mesclagem, Threes, onde os jogadores deslizam as peças para mesclar peças de igual valor em valores maiores

Um novo estilo de jogo de combinação de peças surgiu de jogos como Triple Town (2010), 2048 (2014) e Threes (2014), normalmente chamados de jogos de mesclagem. Aqui, o jogador pode colocar ladrilhos em uma área limitada ou pode manipular ladrilhos, como deslizar todos os ladrilhos o máximo que puderem se mover em uma direção. O objetivo é combinar duas, três ou mais peças do mesmo tipo, o que mescla essas peças combinadas em uma única peça com um valor diferente que pode ser combinado ainda mais. Por exemplo, em 2048, os jogadores recebem blocos aleatórios com números 2 ou 4 neles, e muitos combinam dois blocos do mesmo número para gerar novos blocos com valores nos múltiplos de 2, com o objetivo de tentar obter um bloco com o valor 2048 (2 11 ) ou superior. Enquanto a mecânica de fusão fazia parte de outros videogames desde o Darwin's Dilemma em 1990, o gênero viu um impulso após o sucesso de Threes em plataformas móveis.

## Recursos
Os jogos de combinação de peças que são ambientados em um cenário fictício são normalmente baseados em uma ficção "brilhante e positiva", em oposição ao cenário bélico de jogos de estratégia ou ao cenário de fantasia de jogos multiplayer massivos.
A mecânica de jogo de combinação de peças foi combinada com outras mecânicas para produzir uma grande variedade de experiências de jogos de quebra-cabeça. Esta secção discute várias dessas mecânicas.

### Limitações de jogabilidade
Os primeiros jogos de quebra-cabeça, como o Tetris, eram cronometrados, ou seja, novas peças são adicionadas continuamente e o jogador está sob pressão para fazer partidas antes que o tabuleiro se encha. A taxa de adição de peças geralmente aumentava para tornar o desafio mais difícil em jogos mais longos.
Jogos não cronometrados (baseados em turnos), nos quais novas peças são adicionadas somente após o jogador ter feito um movimento, costumavam ser a exceção, embora o jogo Chain Shot! de 1985 já tinha um modo não cronometrado. Nos modos não cronometrados, o jogador pode continuar a fazer partidas até atingir um estado não jogável, caso em que o jogo é considerado encerrado. A adição de um modo sem tempo para Bejeweled! foi essencial para o sucesso desse jogo, bem como uma de suas influências mais importantes nos jogos subsequentes, pois tornou o jogo mais acessível a jogadores menos habilidosos.
Com a introdução do Candy Crush Saga, foram introduzidos jogos com níveis com limites no número de movimentos.
Neste, o jogador pode ser desafiado a atingir uma certa pontuação, ou combinar peças suficientes de uma cor específica antes de ficar sem turnos, ou então teria que completar o nível novamente.

### Arranjo, manipulação e correspondência de ladrilhos
As telhas podem ser dispostas em uma superfície horizontal ou vertical (isto é, empilhadas umas sobre as outras e caindo quando as telhas abaixo são removidas). Neste último caso, alguns jogos permitem mover ou girar novas peças à medida que caem do topo da área de jogo, como em Tetris ou Dr. Mario; ou podem permitir apenas a manipulação de peças que já caíram, como no Cookie de Yoshi.
O Panel de Pon introduziu e a Bejeweled popularizou o mecanismo de troca de ladrilhos, no qual os ladrilhos podem ser movidos trocando a posição de dois ladrilhos adjacentes. Outro método de manipulação de peças frequentemente usado é fazer com que o jogador atire as peças no tabuleiro, como em Plotting e seus descendentes, incluindo Zuma. O primeiro método, que permite apenas movimentos que criam uma partida, resulta em um estilo de jogo mais estratégico e ponderado, enquanto o segundo método requer coordenação olho-mão, além de habilidades de reconhecimento de padrões, e contribui para um estilo de jogo mais agitado.

### Pontuação
Na maioria dos jogos de combinação de peças, os jogadores obtêm pontos para cada partida. Pontuações mais altas são concedidas para partidas mais difíceis, como aquelas que envolvem um número maior de peças semelhantes. Em alguns jogos de peças, quando as peças são combinadas e removidas, as peças acima delas caem para preencher o espaço (como em Bejeweled e Candy Crush Saga). Isso cria o potencial para partidas adicionais e criação de combos de pontuação, com todas as partidas subsequentes pontuadas com valores de pontos mais altos.

### Vitória e derrota
Alguns jogos soltam peças aleatoriamente, outros de acordo com algoritmos. Na maioria dos jogos de combinação de peças, novas peças são adicionadas aleatoriamente ao tabuleiro continuamente, turno a turno ou em tempo real. Isso pode continuar indefinidamente ou por um determinado período de tempo ou número de turnos.
O jogador deve remover continuamente as peças recém-adicionadas através da correspondência.. O jogo pode terminar com uma derrota quando o tabuleiro estiver cheio de peças ou se não houver mais partidas possíveis. Pode terminar com vitória quando o jogador limpa o tabuleiro ou atinge uma determinada pontuação.

## Significado
Entre os jogos casuais para download, de acordo com uma pesquisa referida pela Juul, os jogos de combinação de peças foram o segundo tipo de jogo mais popular em 2004 e de longe o mais popular em 2005. Depois disso, sua popularidade diminuiu: eles foram o quarto mais popular de vários gêneros em 2006 e 2007, e em 2008 uma editora de jogos se referiu a eles como um gênero de "nicho". Mas à medida que se tornaram bem conhecidos e, portanto, considerados imediatamente jogáveis por muitas pessoas, os jogos de combinação de peças migraram para outros canais de distribuição mais onipresentes, como telefones celulares e smartphones.
Apesar de sua popularidade comercial, os jogos de combinação de peças estão entre os jogos com o status mais baixo entre os entusiastas de videogames, a ponto de os revisores aconselharem os jogadores a não se envergonharem de jogá-los. Isso pode ser porque os críticos consideram que há muitos desses jogos, que diferem apenas um pouco uns dos outros. Também pode ser porque, como jogos casuais, os jogos de combinação de peças são projetados para serem facilmente acessíveis e fáceis de jogar, o que entra em conflito com um ethos tradicional de videogame que exige que os jogos sejam desafiadores e punitivos.

## Complexidade computacional
Jogos de combinar três são NP-difícil quando generalizados para um campo de jogo n × n e jogados de forma que o jogador saiba antecipadamente todas as peças que aparecerão, sem nenhuma chance aleatória envolvida.